# Metukeruikull
Der Metukeruikull ist ein 115 m hoher Hügel auf der Insel Ngeruktabel im Pazifik. 

## Geographie
Der Hügel liegt im Südwesten der Insel. Er ist eine wichtige Landmarke im Bereich der Südlichen Lagune der Rock Islands, (Chelbacheb-Inseln).